# Задрайка

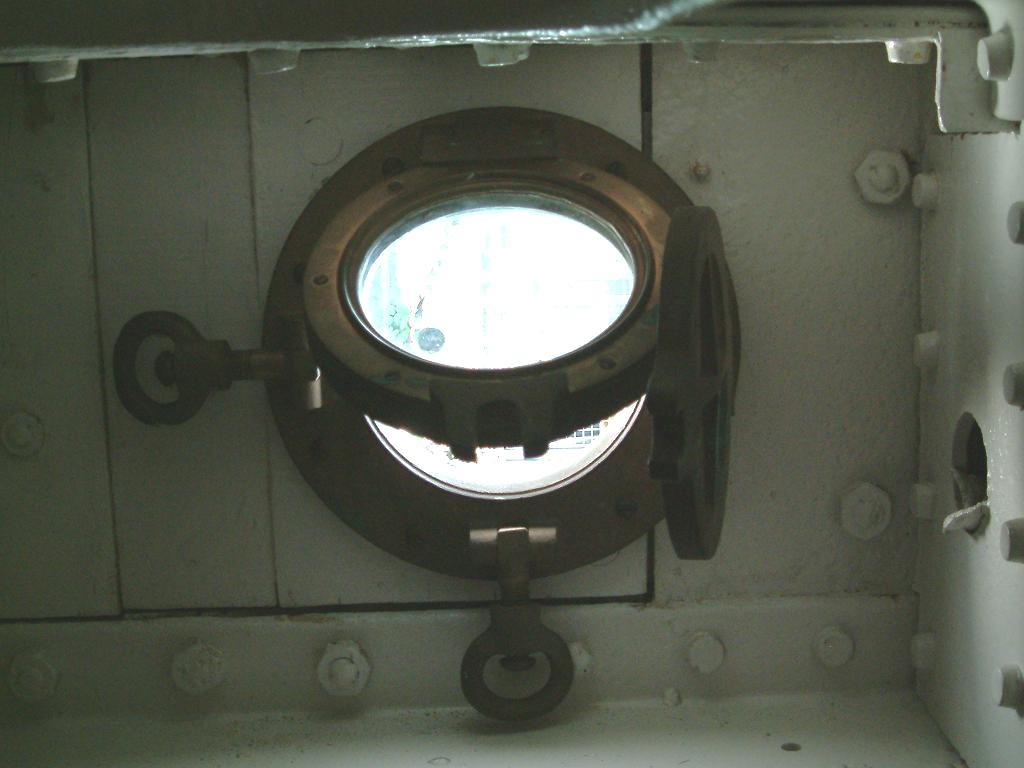
задрайка иллюминатора — снизу и задрайка крышки старинного латунного иллюминатора — слева

Задра́йка — специальное приспособление, предназначенное для водонепроницаемого задраивания судовых иллюминаторов, дверей, технических горловин, крышек люков. Состоит из затяжного обушка, откидного болта и кольцевой ручки или затяжного барашка с ушками. «Задрайками» также называют различные устройства для плотного закрытия водонепроницаемых корабельных дверей, которые имеют ручки по обеим сторонам. Как правило, одна из этих ручек снабжена выступом, который при повороте накладывается на клин, закреплённый на переборке или на двери, в зависимости от того, где установлена задрайка.